# Раєво-Олександрівка
Ра́єво-Олекса́ндрівка — село в Україні, у Криворізькому районі Дніпропетровської області.
Орган місцевого самоврядування — Лозуватська сільська рада. Населення — 32 мешканці.

## Географія
Село Раєво-Олександрівка знаходиться на правому березі річки Інгулець, вище за течією на відстані 3,5 км розташоване село Тернуватка, нижче за течією на відстані 2 км розташоване село Лозуватка. На протилежному березі — великий масив садових ділянок.

## Населення

### Мова
Розподіл населення за рідною мовою за даними перепису 2001 року:
| Мова       | Відсоток |
| ---------- | -------- |
| українська | 100 %    |